# Wyższa Szkoła Teologiczno-Humanistyczna im. Michała Beliny-Czechowskiego w Podkowie Leśnej
Wyższa Szkoła Teologiczno-Humanistyczna im. Michała Beliny-Czechowskiego w Podkowie Leśnej (WSTH) (dawniej: Wyższe Seminarium Duchowne Kościoła Adwentystów Dnia Siódmego w RP, krócej: Wyższe Adwentystyczne Seminarium Duchowne WASD) – niepubliczna szkoła wyższa należąca do Kościoła Adwentystów Dnia Siódmego w RP w Podkowie Leśnej, posiadająca uprawnienia do kształcenia studentów w zakresie teologii adwentystycznej.
Uczelnia powstała w roku 1926 jako szkoła typu seminaryjnego. Jej organem założycielskim jest Kościół Adwentystów Dnia Siódmego w RP, który zgodnie z zapisami Ustawy regulującej stosunek Państwa do Kościoła Adwentystów Dnia Siódmego, ma także uprawnienia do prowadzenia działalności wychowawczej, dydaktycznej i edukacyjnej.
W ramach tego kierunku Uczelnia oferuje kilka specjalności prowadzących do uzyskania tytułu licencjata: Promocja zdrowia, Dziennikarstwo i realizacja dźwięku, Nauczanie języka angielskiego, Turystyka śródziemnomorska, Pedagogika z katechetyką oraz Teologia Pastoralna. 
Terenem działania Szkoły jest obszar Rzeczypospolitej Polskiej.
Na terenie kraju Szkoła posiada punkty konsultacyjne w następujących miejscowościach: Warszawa, Katowice, Kraków, Nysa.

## Wykładowcy
- prof. dr hab. Andrzej Skoczowski – ekologia i ochrona środowiska, metodologia badań naukowych
- dr hab. Krzysztof Kowalik – etyka, historia filozofii
- dr hab. Cezary Krawczyk – promocja zdrowia i edukacja zdrowotna, podstawy zdrowia publicznego
- dr hab. Roman Marcinkowski – język hebrajski, lektorat tekstów Starego Testamentu
- dr Beata Baron – pedagogika, katechetyka, etyka
- dr Agnieszka Galbierczyk – filozofia, logika i teoria poznania
- dr Adam Grześkowiak – egzegeza Nowego Testamentu, Księga Objawienia
- dr Anna Irzyńska – biostatystyka, socjologia
- dr Irena Kosińska – ekologia i ochrona środowiska
- dr Wiktoria Orłowska – ratownictwo medyczne, biomedyczne podstawy rozwoju i wychowania
- dr Mateusz Pencuła – religie współczesnej Europy
- dr Władysław Polok – historia chrześcijaństwa, biblistyka Starego Testamentu, podstawy teologii moralnej
- dr Zbigniew Poteć – epidemiologia i nadzór sanitarno-epidemiologiczny
- dr Łukasz Romanowski – biblistyka Nowego Testamentu, język angielski teologiczny
- dr Anna Słonecka-Polok – biomedyczne podstawy rozwoju i wychowania, podstawy teologii moralnej, metodologia badań naukowych
- dr Sylwia Szostak-Młynarska – epidemiologia i nadzór sanitarno-epidemiologiczny, ekologia i ochrona środowiska
- dr Paweł Szymkowicz – historia Polski XX w., historia mediów
- dr Bożena Węcka
- dr Agata Wolska – promocja zdrowia i edukacja zdrowotna, zdrowie środowiskowe
- dr Anatolij Zhalovaga
- dr Jacek Żurawski – prawo
- mgr Ewa Alberska – SPA i Wellness
- mgr Mirosław Bieńkowski – biostatystyka, logika i teoria poznania, technologia informacyjna
- mgr Bogumiła Bober – język angielski
- mgr Wasyl Bostan – biblistyka Starego Testamentu, religiologia, historia Kościoła i doktryn KADS
- mgr Damian Dorocki – patrologia
- mgr Ewa Drewnicka – makroekonomia
- mgr Elżbieta Dziekan – organizacja i zarządzanie w ochronie zdrowia, ekonomika zdrowia
- mgr Jadwiga Filipów – język angielski
- mgr Elżbieta Gabis – organizacja i zarządzanie w ochronie zdrowia
- mgr Oscar Gil Ochoa – język hiszpański
- mgr Maria Głowacka – ekonomia, ekonomia zdrowia
- mgr Klaudia Głowacka – język polski dla obcokrajowców, dykcja, historia wychowania, metodologia badań naukowych
- mgr Daria Grad – historia sztuki
- mgr Bożena Grębowiec – etykieta i kultura menedżerska
- mgr Katarzyna Grygorowicz – podstawy zdrowia publicznego, zdrowie środowiskowe
- mgr Kamila Grzesiak – ekonomika zdrowia, organizacja i zarządzanie w ochronie zdrowia
- mgr Mirosława Grześkowiak – współczesne kierunki pedagogiczne
- mgr Mirosław Harasim – homiletyka, historia Kościoła
- mgr Paweł Janas – informatyka
- mgr Halina Jankowska – psychologia, katechetyka, metodologia nauczania religii
- mgr Jerzy Kiełb – kurs kierownika wycieczek i kierownika wypoczynku
- mgr Małgorzata Kołek - gerontologia
- mgr Ewelina Kopcisz – prawo w mediach, prawo cywilne
- mgr Monika Kraszewska-Dębska – język angielski
- mgr Barbara Krawczyk – biostatystyka, ekonomika zdrowia
- mgr Jolanta Kręcichwost – stylistyka i kultura języka polskiego, nauka o komunikowaniu
- mgr Joanna Królikowska – promocja zdrowia i edukacja zdrowotna, przeciwdziałanie patologiom społecznym
- mgr Mateusz Krzesiński – teologia pism E. G. White
- mgr Grażyna Kuczek – przeciwdziałanie patologiom społecznym, podstawy teologii moralnej
- mgr Tomasz Kuczyński – prawo w turystyce i rekreacji
- mgr Arkadiusz Kuglarz – etyka mediów
- mgr Paweł Lazar – teologia praktyczna, liturgika
- mgr Małgorzata Leśniewska – kurs kierownika wycieczek i kierownika wypoczynku
- mgr Izabela Lewosińska - przeciwdziałanie patologiom społecznym, żywienie i dietoprofilaktyka chorób cywilizacyjnych, podstawy teologii moralnej
- mgr Zbigniew Makarewicz – podstawy historii Kościoła, biblistyka Starego Testamentu
- mgr Mariusz Maikowski – etyka chrześcijańska
- mgr Marek Micyk – metody pracy z młodzieżą
- mgr Elżbieta Nawrocka – organizacja i zarządzanie w ochronie zdrowia
- mgr Alina Nosenko – język angielski
- mgr Danuta Orłowska - biostatystyka
- mgr Tadeusz Owsianko – fotografia i obraz w pracy dziennikarskiej
- mgr Artur Pieczarka – gatunki dziennikarskie
- mgr Dorothy Porawski-Orzechowska – język angielski
- mgr Jolanta Powroźnik – etyka chrześcijańska, żywienie i dietoprofilaktyka chorób cywilizacyjnych
- mgr Jadwiga Przewirska – źródła informacji dziennikarskiej
- mgr Agnieszka Pulkowska-Nowocień – podstawy zdrowia publicznego
- mgr Joanna Rozmus – historia sztuki
- mgr Dorota Samsonowicz-Kaczmarek – język grecki, język łaciński
- mgr Andrzej Siciński – prawo, prawo wyznaniowe, podstawy teologii systematycznej
- mgr Maria Skarbek-Kluska – żywienie i dietoprofilaktyka chorób cywilizacyjnych, technologia gastronomiczna
- mgr Emilia Słociak – żywienie i dietoprofilaktyka chorób cywilizacyjnych
- mgr Joanna Słonecka-Micyk – dydaktyka, pedeutologia
- mgr Krzysztof Smolarek – technologia informacyjna
- mgr Elżbieta Sosin – biomedyczne podstawy rozwoju, zdrowie środowiskowe
- mgr Piotr Stachurski – ewangelizacja, wzrost Kościoła
- mgr Wiesława Szklarska – teoria i metodyka rekreacji, zagospodarowanie turystyczne i rekreacyjne
- mgr Lidia Szłowieniec – przeciwdziałanie patologiom społecznym
- mgr Agnieszka Szpara – statystyka
- mgr Jagoda Szybkowska – promocja zdrowia w kosmetologii
- mgr Urszula Wall – język angielski
- mgr Kamila Węcka – social media, public relations
- mgr Marta Wiechniak-Małek – prawo
- mgr Mariusz Zaborowski – biblistyka Starego Testamentu
- mgr Jarosław Zajęcki – język angielski
- mgr Piotr Zapotoczny – systemy medialne w Polsce i na świecie
- lic. Eunice Hołodyński – język angielski[1]

## Akredytacja
Wyższa Szkoła Teologiczno-Humanistyczna im. Michała Beliny-Czechowskiego w Podkowie Leśnej działa na mocy art. 14, ust. 2, Ustawy Sejmowej z dn. 30 czerwca 1995 r. (Dz.U.nr. 97, poz. 481) oraz obwieszczenia Ministra MSWiA z dn. 14 lipca 2003 r. (Monitor Polski nr 38, poz. 563, 564). Zgodnie z zapisem ustawy, nadawany przez nią tytuł licencjacki jest równoważny z tytułem zawodowym licencjata nadawanym przez państwowe szkoły wyższe.
W ramach kierunku teologia, Uczelnia prowadzi specjalności w zakresie: Turystyki Krajów Biblijnych*, Promocji Zdrowia*, Dziennikarstwa i Komunikacji Medialnej, Pedagogiczno-Katechetycznym*, Seminaryjno-Pastoralnym*.
Na mocy akredytacji z 4 kwietnia 2011 r., dokonanej przez Accrediting Association of SDA Schools, Colleges and Universities (USA), Uczelnia ma prawo nadawać dla akredytowanych specjalności (oznaczonych gwiazdką*) tytuł B.A. (Bachelor of Arts).

## Kluczowe osoby związane z uczelnią
- Bernard Koziróg
- Zachariasz Łyko